# La Patrouille de l'espace
La Patrouille de l'espace (titre original : Space Cadet) est un roman de science-fiction de Robert A. Heinlein publié en 1948, premier tome de la série éponyme adaptée à la télévision et à la radio sous le titre Tom Corbett, Space Cadet avec Frankie Thomas.